# Chamsara
Chamsara (ros. Хамсара) – rzeka w azjatyckiej części Rosji, w północno-wschodniej Tuwie, prawy dopływ Wielkiego Jeniseju.
Liczy 325 km długości, powierzchnia jej dorzecza wynosi 19 400 km². Wypływa ze zboczy Sajanu Wschodniego i płynie w kierunku zachodnim, przecinając Kotlinę Todżyńską. Reżim mieszany z przewagą deszczowego. W zlewni Chamsary występuje dużo jezior.